# Hernán
Vous pouvez aider à l'améliorer ou bien discuter des problèmes sur sa page de discussion.
- Il ne cite pas suffisamment ses sources. Vous pouvez indiquer les passages à sourcer avec {{référence nécessaire}} ou {{Référence souhaitée}}, et inclure les références utiles en les liant aux notes de bas de page. (Marqué depuis juillet 2025)
- Son texte doit être wikifié : il ne correspond pas à la mise en forme Wikipédia (style, typographie, liens internes, liens entre les wikis, etc.). (Marqué depuis novembre 2023)

- Archive Wikiwix
- Bing
- Cairn
- DuckDuckGo
- E. Universalis
- Gallica
- Google
- G. Books
- G. News
- G. Scholar
- Persée
- Qwant
- (zh) Baidu
- (ru) Yandex
- (wd) trouver des œuvres sur Wikidata

Hernán est un nom propre masculin d'origine espagnole. Il tire son origine dans la culture wisigoth au temps de l'Espagne médiévale. Il vient du gothique Fard-nanth, qui signifie le voyageur courtois ou le voyageur spirituel[réf. souhaitée]. Il s'agit néanmoins d'une apocope de Fernand, de même racine, mais dont la lettre f se transforma en h en début de mot, en lettre muette.
De ce nom dérive le nom de famille Hernández, très courant en Amérique latine, dans la communauté hispanophone des États-Unis et en Espagne, qui signifie littéralement fils d'Hernán[réf. souhaitée]. Il s'agit donc d'un patronyme d'origine germanique.

## Variantes
- Arnan (du persan ارنان)
- Hernando
- Fernán
- Fernando
- Fernanda

## Traductions
- Français : Fernand
- Slovène : Ferdo
- Tchèque : Ferda
- Allemand : Ferdinand (existe dans la plupart des langues d'Europe)

## Calendrier
- 15 septembre, Saint-Hernán, ermite anglo-saxon du VIe siècle.

### Personnalités historiques
- Hernán Cortés (1485-1547), soldat espagnol qui conquit le Mexique au XVIe siècle.
- Hernán Núñez de Toledo (1475-1553), latiniste, helléniste, parémiographe et humaniste espagnol.
- Hernán Ruiz le Jeune (vers 1514-1569), architecte espagnol de la Renaissance basé en Andalousie.

## Personnalités publiques
- Aaron Hernández, joueur de football américain, reconnu coupable de meurtre.
- Javier Hernández Bonett, journaliste colombien.
- Mario Hernández Sánchez, historien espagnol.
- Bertha Hernández de Ospina, première dame de Colombie (1946-1950).
- Mariano Ospina Hernández, diplomate colombien de la famille Ospina.
- Claudia López Hernández, maire de Bogotá (2020-2023).